# 瓜达卢佩·维多利亚
瓜达卢佩·维多利亚（西班牙語：Guadalupe Victoria，1786年9月29日—1843年3月21日） 原名何塞·米格尔·拉蒙·阿道克托·費南德茲-菲利克斯（西班牙語：José Miguel Ramón Adaucto Fernández y Félix），墨西哥軍人和政治人物。他在1824年至1829年担任第一任墨西哥总统。

## 生平
维多利亚曾在法律學校就讀，後離校參加墨西哥獨立運動。1811年參加墨西哥獨立戰爭，成為重要將領之一。他改名為「瓜达卢佩·维多利亚」，意思是「瓜達露佩聖母」和「勝利」。
1821年8月，支持伊圖爾維德發起的“伊瓜拉計畫”。為實現獨立，聯合“三保證軍”進據普埃布拉。1823年，參加推翻伊圖爾維德帝制的鬥爭，被選為墨西哥聯邦共和國總統，1824年就職。1827年，平肅了以副總統尼古拉斯·布拉沃為首的保守派叛亂。1829年卸任。
| 前任： 佩德罗·塞莱斯蒂诺·内格莱特 尼古拉斯·布拉沃 瓜达卢佩·维多利亚 (过渡三头政治) | 墨西哥总统 | 繼任： 比森特·格雷罗 |